# Serjuče
Serjuče este o localitate din comuna Moravče, Slovenia, cu o populație de 58 de locuitori.